# Гэнди, Джозеф
Джозеф Майкл Гэнди (англ. Joseph Michael Gandy, 1771—1843) — английский художник, архитектор и теоретик архитектуры, более всего известный как автор живописных фантазий на темы архитектурных проектов Джона Соуна. В 1798—1809 годах тесно сотрудничал с Соуном как чертёжник и творческий партнёр.

## Семья
Джозеф Гэнди родился в семье Томаса Гэнди (1744—1814) и Софии Гэнди, урождённой Адамс (1743—1818). Его отец работал в «Уайтс» — старейшем лондонском клубе для джентльменов. Братьями Джозефа были архитекторы Майкл Гэнди (1778—1862) и Джон Питер Гэнди Джон Питер Гэнди (1787—1850).
В 1801 году Джозеф женился на Элеаноре Сусанне Баптист Уэбб (англ. Webb, 1773—1867), дочери Томаса Уэбба и Кэтрин Уэбб, урождённой Уиггингтон (англ. Wiggington). У них родилось девятеро детей. Их дочь Мэри Гэнди (1810—1888) вышла замуж за стряпчего Фрэнсиса Импи (англ. Impey, 1812—?), сына вице-адмирала Джона Импи (1772—1858). Сын Джозефа и Элеаноры, Томас Гэнди (1807—1877), стал художником-портретистом и женился на Кэтрин Хайд (англ. Hyde, 1811—1889); их правнуком был английский математик Робин Оливер Гэнди (1919—1995), друг и коллега Алана Тьюринга.

## Ранние годы
В 1787—1788 годах, во время реконструкции здания «Уайтс», архитектор Джеймс Уайетт обратил внимание на рисунки пятнадцатилетнего Гэнди и взял его помощником в свою мастерскую (где одно время также работали братья Джозефа — Майкл и Джон Питер). В 1790 году Гэнди поступил в училище при Королевской академии художеств. В 1794 году, на средства Джона Мартиндейла, владельца клуба «Уайтс», он отправился в Италию в компании ещё одного молодого архитектора, Чарльза Тейтема, и провёл там три года, удостоившись за это время медали от Академии святого Луки.
Вернувшись в Англию в конце 1797 года, Гэнди устроился чертёжником в мастерскую Джона Соуна. С 1801 года он вёл самостоятельную практику, одновременно продолжая сотрудничество с Соуном. В 1803 году Гэнди удостоился звания королевского академика (вероятно, благодаря поддержке Соуна).

## Карьера
Открыв собственное дело, Гэнди не добился заметных успехов: он слыл несговорчивым, «странным и непрактичным», и такая репутация серьёзно мешала карьере. Ему удалось осуществить лишь несколько самостоятельных проектов. В 1804 году по заказу сэра Джона, 6-го баронета Легард Гэнди спроектировал эллинг и октагональный храм на берегу озера Уиндермир в Уэстморленде. В 1804—1805 годах по проекту Гэнди было построено здание лондонской страховой компании Phoenix Fire and Pelican (впоследствии снесённое). В 1818 году по заказу Чарльза Спэкмена (англ. Spackman) он спроектировал картинную галерею «Дорического дома» на Сайон-Хилл в Бате, в 1818—1821 годах завершил строительство нескольких новых тюремных помещений в Ланкастерском замке, а в 1824—1829 годах произвёл перепланировку дома генерала Болтона (англ. Bolton) в Сверфорде (Оксфордшир). В промежутках между этими и некоторыми другими не столь значительными заказами Гэнди работал на Соуна, создавая акварельные перспективы его архитектурных проектов.
Из-за недостатка архитектурных заказов и необходимости содержать большое семейство Гэнди жил в бедности и дважды попадал в долговую тюрьму. Но его теоретические и художественные работы пользовались успехом и у критиков, и у широкой публики.
В своих графических работах, сочетающих романтическое мировидение в духе Тёрнера и Кольриджа с архитектурной точностью и мастерским использованием угловой перспективы, Гэнди обыгрывал различные исторические, литературные и мифологические темы. Его архитектурные фантазии, с 1789 по 1838 год почти ежегодно выставлявшиеся в Королевской академии, отражают страстное увлечение римскими руинами (которое было присуще и Соуну) и явное влияние Пиранези. Помимо работ на темы проектов Соуна, сохранились также иллюстрации Гэнди к книгам из серии «Архитектурные древности Великобритании», которые публиковал в 1805—1814 годах антиквар и топограф Джон Бриттон.
В 1805 году в Лондоне увидела свет книга Гэнди «Проекты коттеджей, ферм и прочих деревенских построек»; в том же году вышел небольшой сборник проектов сельских построек под названием «Деревенский архитектор». В его подходе к сельской архитектуре подчёркнутая простота контрастирует с живописной вычурностью коттеджа orné.
В 1821 году Гэнди опубликовал в «Журнале изящных искусств» (англ. The Magazine of Fine Arts) две статьи по философии архитектуры, а впоследствии развил эту тему в 8-томном труде под названием «Искусство, философия и наука архитектуры», который, однако, остался неопубликованным и сохранился только в рукописи.

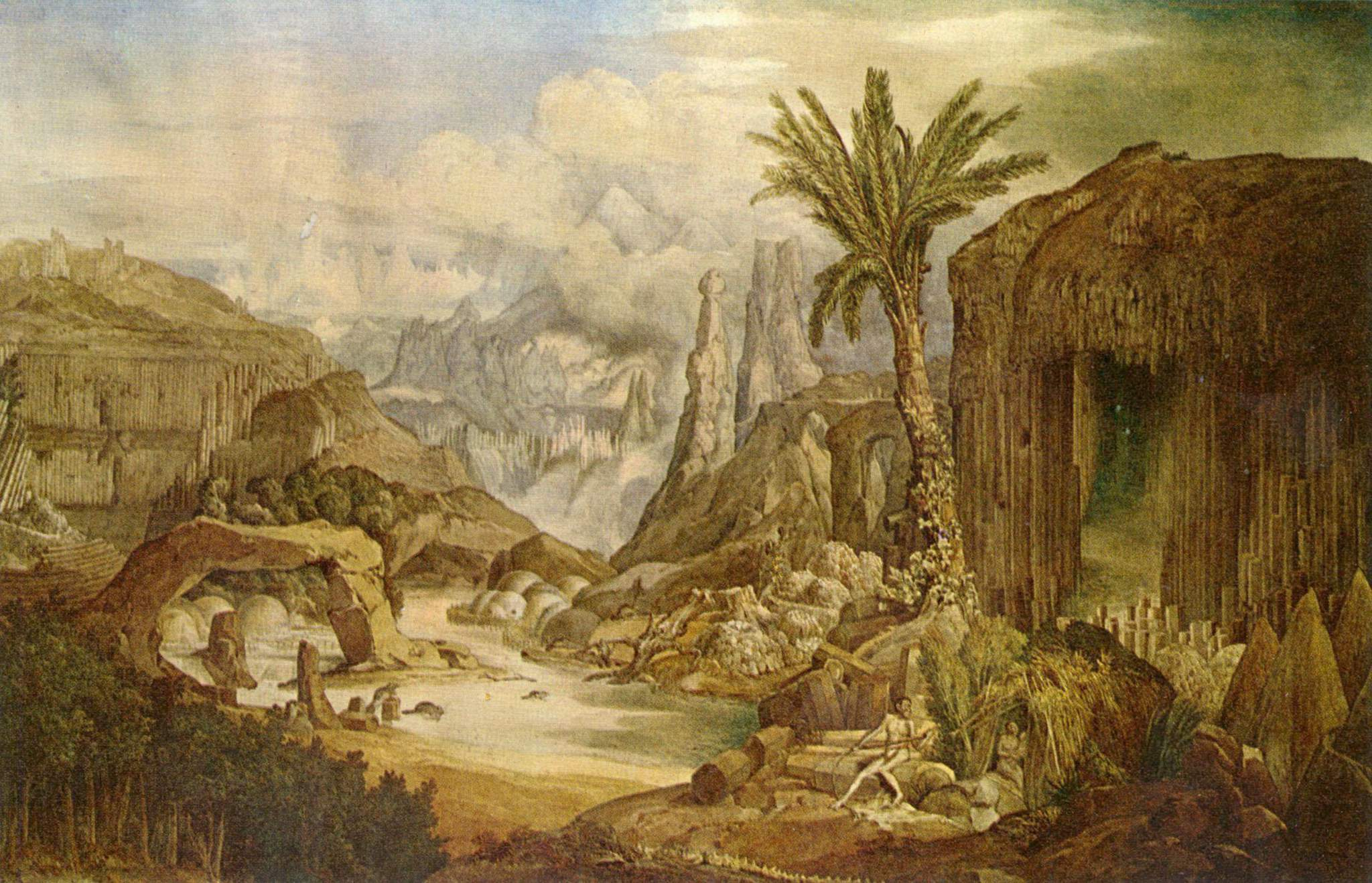
Джозеф Гэнди, «Происхождение архитектуры». Музей Соуна, Лондон
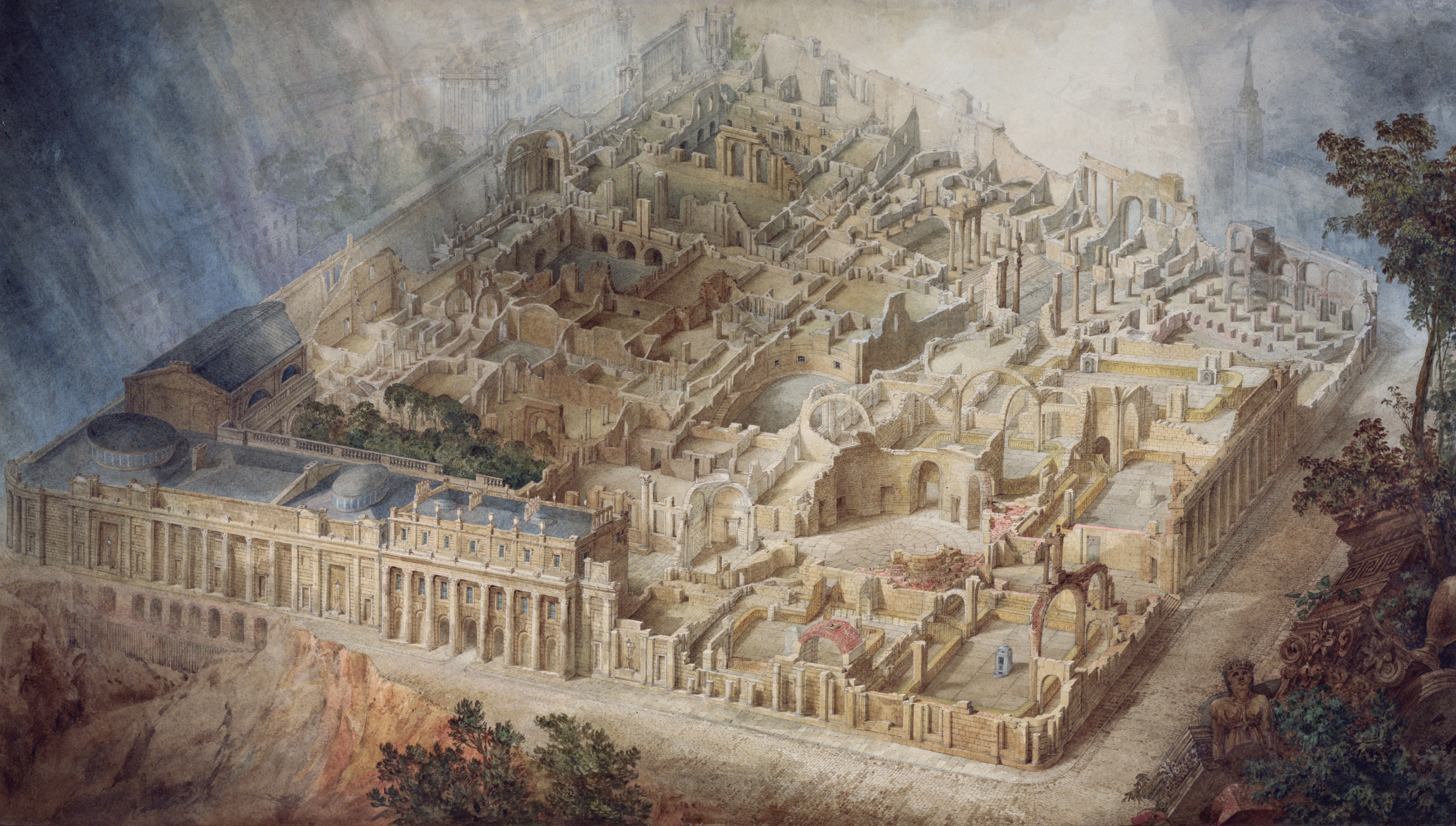
Джозеф Гэнди, «Воображаемые руины Банка Англии», 1830. Музей Соуна, Лондон
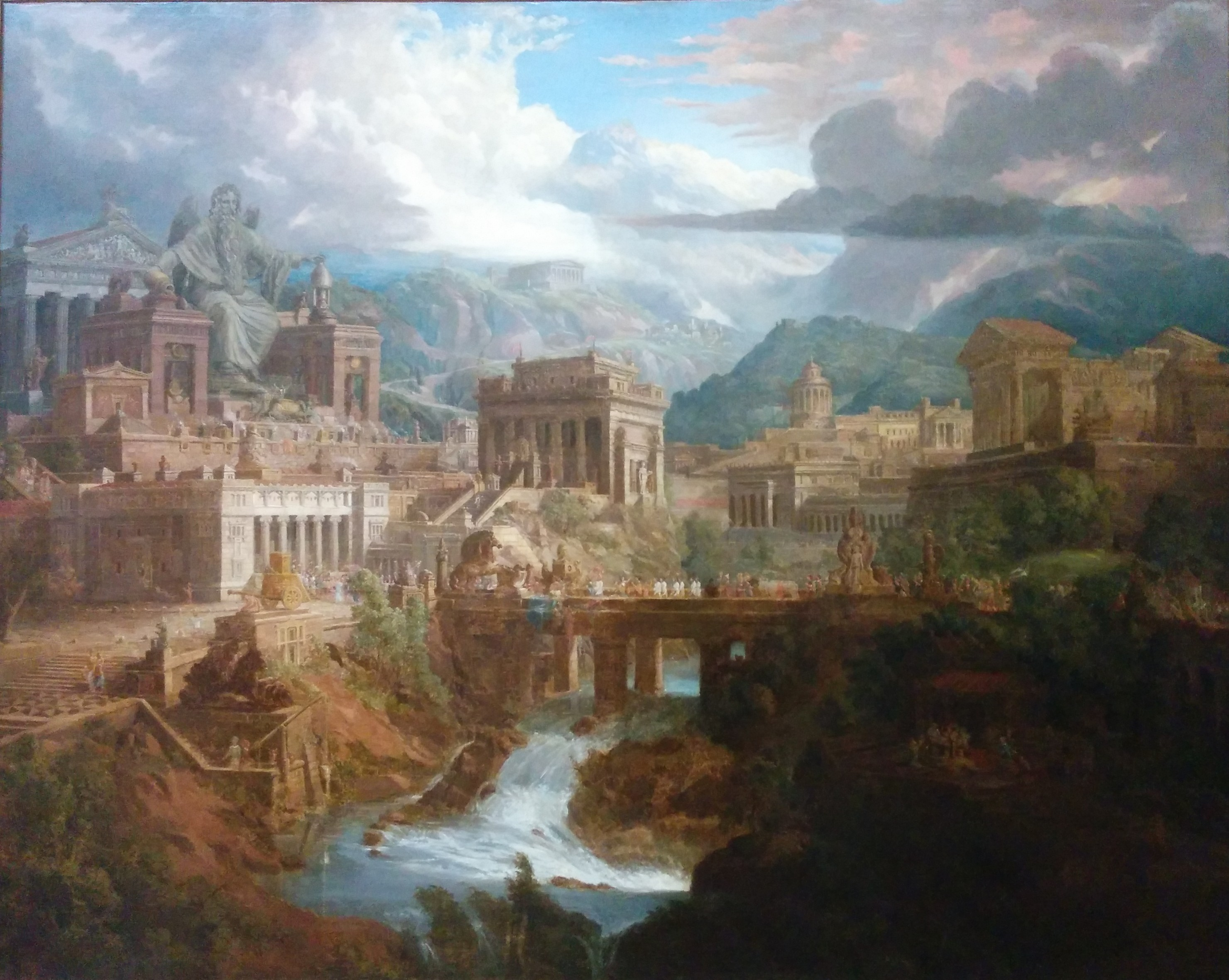
Джозеф Гэнди, «Юпитер Плювий, древнегреческий город Ливадия», 1819. Британская галерея Тейт, Лондон

## Смерть и наследие
Гэнди умер в декабре 1843 года в частной психиатрической клинике в Плимптоне (пригороде Плимута), куда родственники поместили его в 1839 году. Многие его художественные работы выставлены в картинном зале Музея Джона Соуна в Лондоне; некоторые работы хранятся в коллекциях Королевского института британских архитекторов, Британской галереи Тейт и Музея Виктории Альберта.